# Rudolf Schmidt
Rudolf Schmidt (12 de mayo de 1886 - 7 de abril de 1957) fue un Generaloberst del Heer (Ejército) de la Alemania Nazi durante la II Guerra Mundial quien comandó el 2.º Ejército Panzer en el frente oriental. Recibió la Cruz de Caballero de la Cruz de Hierro con hojas de roble.

## Carrera
Schmidt se unió al Ejército Imperial Alemán en 1906 y sirvió durante la I Guerra Mundial. Fue retenido en el Reichswehr donde sirvió en el Estado Mayor. En octubre de 1936 fue promovido a Generalmajor y elegido comandante de la 1.ª División Panzer. En 1939 Schmidt lideró la división en la invasión de Polonia.
El 1 de febrero de 1940 fue designado comandante del XXXIX Cuerpo Panzer. Lideró el Cuerpo en Francia y le fue concedida la Cruz de Caballero de la Cruz de Hierro por su papel en esa campaña el 3 de junio de 1940. Fue promovido a General der Panzertruppe y seleccionado como comandante en funciones del 2.º Ejército que tomó parte en la Batalla de Moscú. El 25 de diciembre de 1941 fue designado Comandante del 2.º Ejército Panzer (remplazando el substituido General Guderian).
En enero de 1942 Schmidt fue promovido a Generaloberst. El 10 de abril de 1943 fue relevado de su mando después de que la Gestapo arrestara a su hermano por espiar para los franceses y se encontraran cartas en las que Schmidt había escrito en las que era muy crítico por cómo Hitler conducía la guerra y el Partido Nazi. Compareció ante un tribunal de guerra pero fue absuelto y transferido a la reserva el 30 de septiembre de 1943. Nunca volvió al servicio activo.
Su hermano Hans-Thilo Schmidt vendió detalles de la máquina Enigma alemana y otra información militar sensible al Deuxieme Bureau francés desde 1931 hasta la invasión alemana de Francia en 1940.
El 16 de diciembre de 1947 Schmidt fue arrestado por fuerzas soviéticas de camino a su casa en Weimar. Llevado a Moscú, fue encarcelado inicialmente en la Prisión Central de Vladimir y en la prisión de Butyrka. En 1952, fue sentenciado a 25 años por un tribunal militar. El 30 de septiembre de 1955, Schmidt estuvo entre los últimos prisioneros en ser liberado. Murió en 1957.

## Condecoraciones
- Cruz de Hierro (1914) 2ª y 1ª Clase
- Insignia de Combate de Tanques en Plata
- Cruz de Caballero de Segunda Clase de la Orden del León de Zähringen con Espadas
- Broche para la Cruz de Hierro (1939) 2.ª Clase (22 de septiembre de 1939) & 1.ª Clase (2 de octubre de 1939)[2]
- Cruz de Caballero de la Cruz de Hierro con Hojas de Roble
  - Cruz de Caballero el 3 de junio de 1940 como Generalleutnant y comandante general del XXXIX. Armeekorps (mot.)[3]
  - Hojas de Roble el 10 de julio de 1941 como General der Panzertruppe y comandante general del XXXIX. Armeekorps (mot.)[3]
- Cruz de Honor para los combatientes del Frente de 1914-1918
- Medalla conmemorativa del 1 de octubre de 1938
- Broche para la Medalla conmemorativa del 1 de octubre de 1938
- Medalla "Batalla de invierno en el Este 1941/42"